# Костіцин Сергій Олегович
Сергій Костіцин (біл. Сяргей Касьціцын; нар. 20 березня 1987, Новополоцьк) — білоруський хокеїст, крайній нападник клубу БЕ «Металург» (Жлобин). Гравець збірної команди Білорусі.
Рідний брат: Андрій Костіцин.

## Ігрова кар'єра
Вихованець хокейної школи «Полімір» (Новополоцьк).
Хокейну кар'єру розпочав на батьківщині 2002 року виступами за команду «Юність-Мінськ». З 2002 по 2005 захищав кольори клубу «Гомель».
2005 року був обраний на драфті НХЛ під 200-м загальним номером командою «Монреаль Канадієнс».
2 травня 2007 року Сергій підписав контракт з командою АХЛ «Гамільтон Бульдогс». 25 травня Костіцин підписав з «Канадієнс» трирічний контракт. Сезон 2007–08 білорус розпочав у складі «Бульдогс». 13 грудня Сергій зіграв свою першу гру в НХЛ проти «Філадельфія Флаєрс». 15 грудня Сергій записав своє перше в кар’єрі очко в НХЛ, результативна передача у переможному матчі 4–1 проти «Торонто Мейпл Ліфс», його партнерами по ланці були капітан команди Саку Койву та Кріс Гіггінс. П'ятьма днями пізніше, відзначився голом у переможній грі 5–2 проти «Вашингтон Кепіталс».
29 червня 2010 року Костіцина обміняли на гравців «Нашвілл Предаторс» Дена Елліса та Дастіна Бойда. 1 січня 2012 року Костіцин відзначився першим хет-триком в кар'єрі. 4 липня 2013 року сторони вирішили розірвати контракт.
6 липня 2013 року білорус підписав трирічний контракт з клубом КХЛ «Авангард» (Омськ).
У червні 2014 року омський «Авангард» обміняв Костіцина в казанський «Ак Барс» на Костянтина Баруліна.
У сезоні 2015–16 Сергій грав за «Торпедо» (Нижній Новгород) в наступному за «Динамо» (Мінськ), а у сезоні 2017–18 знову повернувся до «Торпедо» (Нижній Новгород).
3 травня 2018 року Костіцин підписав дворічний контракт з мінським «Динамо», як вільний агент.
Згодом захищав кольори професійних команд «Братислава Кепіталс» та «Сокіл» (Київ). Наразі ж грає за клуб Білоруської екстраліги «Металург» (Жлобин).

## На рівні збірних
Був гравцем молодіжної збірної Білорусі, у складі якої брав участь у 38 іграх. 
У складі національної збірної Білорусі виступав на чемпіонатах світу та Олімпійських іграх.

## Нагороди та досягнення
- Чемпіон Білорусі в складі «Гомель» — 2003.
- Чемпіон Білорусі в складі «Металург» (Жлобин) — 2023, 2024.

## Статистика

### Клубні виступи
| Сезон        | Клуб                        | Ліга         | Регулярний сезон | Регулярний сезон | Регулярний сезон | Регулярний сезон | Регулярний сезон | Плей-оф | Плей-оф | Плей-оф | Плей-оф | Плей-оф |
| Сезон        | Клуб                        | Ліга         | І                | Г                | П                | О                | ШХ               | І       | Г       | П       | О       | ШХ      |
| ------------ | --------------------------- | ------------ | ---------------- | ---------------- | ---------------- | ---------------- | ---------------- | ------- | ------- | ------- | ------- | ------- |
| 2002–03      | «Юність-Мінськ»             | БЕ           | 1                | 0                | 0                | 0                | 0                | —       | —       | —       | —       | —       |
| 2002–03      | «Гомель»                    | БЕ           | 8                | 1                | 3                | 4                | 4                | 1       | 0       | 0       | 0       | 0       |
| 2002–03      | «Гомель»                    | СЄХЛ         | 2                | 0                | 0                | 0                | 0                | —       | —       | —       | —       | —       |
| 2002–03      | «Гомель» II                 | ВБЛ          | 25               | 22               | 27               | 49               | 66               | —       | —       | —       | —       | —       |
| 2003–04      | «Юність-Мінськ»             | БЕ           | 3                | 0                | 0                | 0                | 0                | —       | —       | —       | —       | —       |
| 2003–04      | «Гомель»                    | БЕ           | 22               | 5                | 4                | 9                | 4                | 11      | 1       | 2       | 3       | 8       |
| 2003–04      | «Гомель»                    | СЄХЛ         | 6                | 0                | 1                | 1                | 0                | —       | —       | —       | —       | —       |
| 2003–04      | «Гомель» II                 | ВБЛ          | 17               | 13               | 16               | 29               | 66               | —       | —       | —       | —       | —       |
| 2003–04      | «Гомель» II                 | СЄХЛ B       | 6                | 7                | 2                | 9                | 14               | —       | —       | —       | —       | —       |
| 2004–05      | «Гомель»                    | БЕ           | 40               | 4                | 10               | 14               | 24               | 4       | 2       | 0       | 2       | 12      |
| 2004–05      | «Гомель» II                 | ВБЛ          | 6                | 2                | 3                | 5                | 34               | —       | —       | —       | —       | —       |
| 2005–06      | «Лондон Найтс»              | ОХЛ          | 63               | 26               | 52               | 78               | 78               | 19      | 13      | 24      | 37      | 44      |
| 2006–07      | «Лондон Найтс»              | ОХЛ          | 59               | 40               | 91               | 131              | 76               | 16      | 9       | 12      | 21      | 39      |
| 2007–08      | «Гамільтон Бульдогс»        | АХЛ          | 22               | 6                | 16               | 22               | 18               | —       | —       | —       | —       | —       |
| 2007–08      | «Монреаль Канадієнс»        | НХЛ          | 52               | 9                | 18               | 27               | 51               | 12      | 3       | 5       | 8       | 14      |
| 2008–09      | «Монреаль Канадієнс»        | НХЛ          | 56               | 8                | 15               | 23               | 64               | 1       | 0       | 0       | 0       | 2       |
| 2008–09      | «Гамільтон Бульдогс»        | АХЛ          | 16               | 5                | 8                | 13               | 18               | —       | —       | —       | —       | —       |
| 2009–10      | «Гамільтон Бульдогс»        | АХЛ          | 16               | 4                | 9                | 13               | 2                | —       | —       | —       | —       | —       |
| 2009–10      | «Монреаль Канадієнс»        | НХЛ          | 47               | 7                | 11               | 18               | 8                | 5       | 0       | 0       | 0       | 0       |
| 2010–11      | «Нашвілл Предаторс»         | НХЛ          | 77               | 23               | 27               | 50               | 20               | 12      | 0       | 5       | 5       | 2       |
| 2011–12      | «Нашвілл Предаторс»         | НХЛ          | 75               | 17               | 26               | 43               | 34               | 10      | 1       | 1       | 2       | 4       |
| 2012–13      | «Авангард» (Омськ)          | КХЛ          | 27               | 9                | 19               | 28               | 42               | —       | —       | —       | —       | —       |
| 2012–13      | «Нашвілл Предаторс»         | НХЛ          | 46               | 3                | 12               | 15               | 11               | —       | —       | —       | —       | —       |
| 2013–14      | «Авангард» (Омськ)          | КХЛ          | 54               | 10               | 24               | 34               | 56               | —       | —       | —       | —       | —       |
| 2014–15      | «Ак Барс»                   | КХЛ          | 49               | 7                | 20               | 27               | 20               | 12      | 1       | 2       | 3       | 6       |
| 2015–16      | «Торпедо» (Нижній Новгород) | КХЛ          | 51               | 10               | 10               | 20               | 40               | 11      | 2       | 2       | 4       | 16      |
| 2016–17      | «Динамо» (Мінськ)           | КХЛ          | 45               | 5                | 21               | 26               | 42               | 5       | 0       | 2       | 2       | 4       |
| 2017–18      | «Торпедо» (Нижній Новгород) | КХЛ          | 43               | 7                | 7                | 14               | 14               | 4       | 1       | 0       | 1       | 0       |
| 2018–19      | «Динамо» (Мінськ)           | КХЛ          | 60               | 5                | 13               | 18               | 68               | —       | —       | —       | —       | —       |
| 2020–21      | «Братислава Кепіталс»       | Австрія      | 14               | 1                | 3                | 4                | 0                | 5       | 2       | 2       | 4       | 0       |
| 2021–22      | «Чиксереда»                 | Ерсте ліга   | 8                | 0                | 2                | 2                | 0                | –       | –       | –       | –       | –       |
| 2021–22      | «Чиксереда»                 | Румунія      | 1                | 0                | 0                | 0                | 0                | –       | –       | –       | –       | –       |
| 2021–22      | «Сокіл» (Київ)              | УХЛ          | 20               | 3                | 13               | 16               | 12               | –       | –       | –       | –       | –       |
| 2022–23      | «Металург» (Жлобин)         | БЕ           | 42               | 8                | 19               | 27               | 76               | 17      | 1       | 5       | 6       | 4       |
| 2023–24      | «Металург» (Жлобин)         | БЕ           | 46               | 8                | 22               | 30               | 60               | 13      | 1       | 5       | 6       | 8       |
| 2024–25      | «Металург» (Жлобин)         | БЕ           | 49               | 6                | 37               | 43               | 42               | 5       | 1       | 1       | 2       | 2       |
| Усього в НХЛ | Усього в НХЛ                | Усього в НХЛ | 353              | 67               | 109              | 176              | 188              | 40      | 4       | 11      | 15      | 22      |
| Усього в КХЛ | Усього в КХЛ                | Усього в КХЛ | 329              | 53               | 114              | 167              | 282              | 32      | 4       | 6       | 10      | 26      |

### Збірна
| Рік                | Команда            | Турнір             | І  | Г  | П  | О  | ШХ |
| ------------------ | ------------------ | ------------------ | -- | -- | -- | -- | -- |
| 2003               | Білорусь           | ЮЧС18              | 6  | 2  | 0  | 2  | 4  |
| 2004               | Білорусь           | МЧС-D1             | 5  | 4  | 4  | 8  | 0  |
| 2004               | Білорусь           | ЮЧС18              | 6  | 1  | 3  | 4  | 8  |
| 2005               | Білорусь           | МЧС                | 6  | 0  | 0  | 0  | 2  |
| 2005               | Білорусь           | ЮЧС18-D1           | 4  | 1  | 5  | 6  | 4  |
| 2006               | Білорусь           | МЧС-D1             | 5  | 4  | 5  | 9  | 43 |
| 2007               | Білорусь           | МЧС                | 6  | 1  | 4  | 5  | 33 |
| 2008               | Білорусь           | ЧС                 | 4  | 0  | 1  | 1  | 0  |
| 2010               | Білорусь           | ОІ                 | 4  | 2  | 3  | 5  | 0  |
| 2012               | Білорусь           | ЧС                 | 3  | 1  | 1  | 2  | 2  |
| 2014               | Білорусь           | ЧС                 | 8  | 4  | 4  | 8  | 10 |
| 2015               | Білорусь           | ЧС                 | 8  | 1  | 6  | 7  | 8  |
| 2016               | Білорусь           | ЧС                 | 7  | 0  | 2  | 2  | 4  |
| 2016               | Білорусь           | ОІ квал.           | 3  | 2  | 4  | 6  | 0  |
| 2017               | Білорусь           | ЧС                 | 6  | 0  | 2  | 2  | 6  |
| 2021               | Білорусь           | ЧС                 | 5  | 0  | 2  | 2  | 2  |
| Молодіжна збірна   | Молодіжна збірна   | Молодіжна збірна   | 38 | 13 | 21 | 34 | 94 |
| Національна збірна | Національна збірна | Національна збірна | 48 | 10 | 25 | 35 | 32 |